# Arroyo Román Grande
Der Arroyo Román Grande ist ein im Westen Uruguays gelegener Fluss.
Der zum Einzugsgebiet des Río Uruguay zählende Fluss verläuft auf dem Gebiet des Departamento Río Negro und mündet nördlich von Nuevo Berlín in den Río Uruguay. Zu seinen Nebenflüssen zählen der Arroyo Román Chico und der Arroyo Juanín.
→ Siehe auch: Liste der Flüsse in Uruguay